# ساب 93

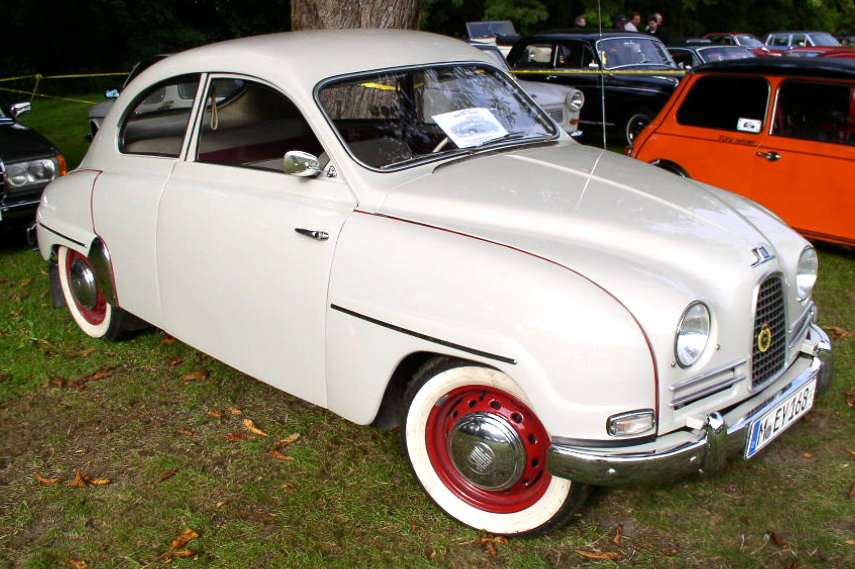
ساب 93

ساب 93، تنطق ثلاثة وتسعين، هي ثاني سيارة إنتاج تم تصنيعها بواسطة ساب للسيارات. كانت من تصميم سيكستن ساسون، و ظهرت لأول مرة في 1 ديسمبر 1955. كانت ساب 93 تعمل بواسطة محرك ساب ثنائي الأشواط ذو ثلاث أسطوانات مثبت طوليًا بقوة 33 حصان (25 كيلو واط). يحتوي صندوق التروس على ثلاثة تروس، الأولى غير متزامنة. من أجل التغلب على مشاكل ناتجة عن انخفاض مستوى الزيت عند فرملة المحرك للمحرك ثنائي الشوط ، تم تركيب عجلة حرة. في عام 1957، تم تقديم أحزمة الأمان ذات النقطتين كخيار. كان 93 أول ساب يتم تصديره من السويد، حيث ذهبت معظم الصادرات إلى الولايات المتحدة. توفر معشق ساكسومان وحافلة كابريو(فتحة سقف كبيرة من القماش) كخيارات.
في 2 سبتمبر 1957، تم تقديم 93B. تم استبدال الزجاج الأمامي الأصلي المكون من قطعتين بزجاج أمامي من قطعة واحدة.
في عام 1957، احتل إريك كارلسون المركز الأول في رالي فنلندا في ساب 93، وفي عام 1959 كان الأول في الرالي السويدي، وأيضًا في ساب 93. ومع ذلك، لم يكن ساب أول مصنع سويدي يفوز بالرالي السويدي. كانت فولفو السويدية المنافسة لساب طويلة قد هزمتهم على التوالي في عامي 1957 و 1958 مع PV544.
في أواخر عام 1959، تم تقديم الموديل 93F، والذي يتميز بأبواب بمفصلات أمامية من ساب توريزموغران 750. كان 1960 هو العام الأخير لإنتاج 93. تم استبدال 93 بـساب 96 ، على الرغم من أن الطرازين تم بيعهما جنبًا إلى جنب في الجزء الأول من العام. تم صنع 52731 سيارة من ساب 93.
استخدمت العديد من مكونات ساب سونيت نفسها في ساب 93.

## تاريخ رياضة سباق السيارات

### 1956
- رالي فيسبادن، ألمانيا (24 يونيو 1956)
  - أول - بينغت جونسون وكجيل بيرسون

- رالي فايكنغ، النرويج
  - أول كارل ماغنوس سكوخ
  - ثاني إريك كارلسون
  - رابع إيفار أندرسون
- ريكسبوكالين، السويد
  - أول إريك كارلسون
- سكاندياتروفين، السويد
  - أول إريك كارلسون وكارل-ماغنوس سكوغ (مشترك)
- جولة في أوروبا كونتيننتال
  - ثاني رولف ميلدي وسفيركر بنسون
- رالي تولبن، هولندا
  - ثاني ستور نوتورب و تشارلي لوهرماندر
  - ثالث جونار بنجتسون و سفين زيتربيرج
  - سابع بينجت جونسون وسولف ريلف

### 1957
- ميل ميليا، توريزمو Preparato 750 cc، إيطاليا
  - أول تشارلي لوماندر وهارالد كرونيغارد
- GAMR - Great American Mountain Rallye الولايات المتحدة
  - أول بوب ويهمان ولويس براون، الولايات المتحدة
  - أول أفضل فريق ماركة
  - سادس رولف ميلدي ومورو موشكين
  - سابع عشر جيري يانكوفيتز ودوريس جانكوويتز
- 1000 ليكس رالي، فنلندا
  - أول إريك كارلسون
  - أول فريق مارك إريك كارلسون، كارل أوتو بريمر، هارالد كرونيغارد
  - أول بطل فنلندي، كارل أوتو بريمر
- رالي أدرياتيك، يوغوسلافيا
  - أول آر إم هوبفن
- لايم روك رالي، الولايات المتحدة
  - أول بوب ويهمان
- ريكسبوكالين، السويد
  - أول كارل ماغنوس سكوخ
- رالي الثلج الفنلندي، فنلندا
  - ثاني إريك كارلسون
- رالي أكروبوليس اليونان
  - ثاني هنري بلانشود
- رالي أطلس واحة المغرب
  - ثاني هارالد كرونيغارد و ليونس بايسون

### 1959
- لو مان 24 ساعة
  - ثاني في فئته و ثاني عشر في المجموع

### 1960
- رالي الثلج الفنلندي، فنلندا
  - أول كارل أوتو بريمر

### 2008
- 24 ساعة لومان كلاسيك، تعويض
  - أول في فئته والثاني بشكل عام

### 2010
- تعويض لومان كلاسيك
  - خامس

## روابط خارجية
- ساب 93 في متحف ساب
- ساب 93 في 2008 لومان كلاسيك